# Eurydice woka
Eurydice woka är en kräftdjursart som beskrevs av Bruce 1986. Eurydice woka ingår i släktet Eurydice och familjen Cirolanidae. Inga underarter finns listade i Catalogue of Life.